# Nesomylacris cubensis
Nesomylacris cubensis är en kackerlacksart som beskrevs av Rehn, J. A. G. och Morgan Hebard 1927. Nesomylacris cubensis ingår i släktet Nesomylacris och familjen småkackerlackor.
Artens utbredningsområde är Kuba. Inga underarter finns listade i Catalogue of Life.